# Snow Tha Product
Клаудия Александра Мадрис Меса (англ. Claudia Alexandra Madriz Meza; более известная под псевдонимом Snow Tha Product; род. 24 июня 1987, Сан-Хосе, Калифорния) — американская хип-хоп-исполнительница, а также актриса и видеоблогер мексиканского происхождения, родом из Сан-Хосе, Калифорния. Свою известность в мире музыки получила благодаря техничной, агрессивной подаче и умению плавно переключаться между двумя языками. В репертуаре Snow имеются многочисленные песни различных жанров на английском и испанском языках. С 2012 года имела контракт с одной из самых крупных американских звукозаписывающих компаний — Atlantic Records, но в 2018 году расторгла его и стала независимым артистом.

## Ранние годы
Клаудия родилась 24 июня 1987 года в Сан-Хосе, Калифорния. Её родители были нелегальными мексиканскими мигрантами. Позднее она перебралась в Сан-Диего. После окончания школы, она поступила в колледж на специальность социального работника, но вскоре забросила учёбу, чтобы посвятить себя музыке.
Она увлекалась музыкой с раннего детства. Когда ей было всего шесть лет, она выступала на шоу школьных талантов. В дальнейшем Клаудия увлеклась хип-хопом. В подростковом возрасте она с друзьями часто проводила время за сочинением текстов, либо занимаясь фристайлом. Вскоре, будущая звезда через родителей познакомилась с человеком, который помог ей попасть на студию. Там она начала делать первые записи. Когда ей было 19 лет, она приняла решение серьёзно заняться музыкой и построить карьеру в качестве хип-хоп исполнителя.
Изначально, её псевдоним был Snowhite Tha Product, используя имя сказочного персонажа Disney — Белоснежка (англ. Snow White). Однако, была вынуждена изменить псевдоним, когда Disney заявил о нарушении авторских прав. С тех пор мы её знаем как Snow Tha Product.
После записи нескольких песен на испанском языке, она привлекла внимание мексиканского артиста Хайме Коэна. Вместе они записали песню «Alguien», которая быстро набрала популярность.

## Музыкальная карьера

### 2007 — 2010: Проекты от Product Ent.
В 2007 году Snow основала свой собственный лейбл Product Entertainment, в который входили: Snowhite Tha Product, Freddy Mack The Pimp, Finesse, её бывший муж Feliciano The Don и еще несколько других артистов. Вместе они выпустили 5 микстейпов: разделенный на две части «Verbal Assault», так же разделенный на две части «Future of Tha Westcoast» и «Wake Ya Game Up».

### 2008 — 2010: «Raising Tha Bar» & «Run Up Or Shut Up»
В 2008 году Snow Tha Product выпустила свой первый сольный проект «Raising Tha Bar». Этот микстейп представляет собой сборник ремиксов на нашумевшие хиты прошлых лет, от исполнителей различных жанров музыки. Работая над этим проектом Snow тренировала свои навыки рэп-исполнения, вокала и написания текстов на различные темы.
23 марта 2010 года она выпустила микстейп «Run Up Or Shut Up», который включил в себя композицию «Drunk Love», которая начала быстро набирать обороты.
Snow Tha Product выпускала свои первые проекты в CD-формате, после чего продавала диски на улице. В интервью для Genius она рассказывала: «Я правда продавала свои диски на улице, мне реально отказывали, смеялись мне в лицо. Я давала концерты для двух людей в толпе, продавала диски и билеты, чтобы открыться хоть кому-нибудь. И потом я должна была попасть в одно место, чтобы дать концерт, но  мне сказали: „Тебе нет  21, тебе сюда нельзя“, а я только что продала в том месте 100 билетов.»

### 2010 — 2014: «Unorthodox» & «Good Nights And Bad Mornings»
В 2010 году Клаудия переехала в Форт-Уэрт, Техас, где начала работать с менеджером из Хьюстона Дэвидом Гаона. Под его руководством она два года подряд выступала на ежегодном фестивале South by Southwest.
26 октября 2011 года Snow Tha Product выпускает в свет свой дебютный и независимый альбом под названием «Unorthodox», который был записан на Street Science Ent. Синглы «Holy Shit» и «Woke Wednesday» стали настоящими хитами. Свою популярность ей принесли видеоролики на песни «Unorthodox», «Beast Mode» и «Holy Shit». Такой успех привлек внимание ряда крупнейших лейблов, таких как Sony, Universal и Atlantic Records. В конце концов Клаудия подписала контракт с Atlantic.
В 2012 году она появилась на песнях таких артистов как DJ Paul и Krizz Kaliko. В ноябре выступила на концерте вместе с Trae и Z-Ro. 12 декабря того же года Клаудия выпустила микстейп «Good Nights & Bad Mornings» в котором были 3 сингла: «Cookie Cutter Bitches», «Damn It» и «Lord Be with You». Также, в него попала композиция «Gettin It», которую Snow теперь долгие годы включает на концертах для крауд-сёрфинга, прыгая под неё со сцены в толпу фанатов.
В октябре 2013 года вышла вторая часть микстейпа под названием «Good Nights & Bad Mornings 2: The Hangover». На нём появились такие имена как Tech N9ne, The Cataracs, Ty Dolla Sign, Trae tha Truth и другие.  В феврале 2014 года Snow Tha Product отправилась в тур под названием «F#*K YOUR PLANS (COME KICK IT)».

### 2015 — 2017: «The Rest Comes Later» & «Half Way There…Pt. 1»
30 июня 2015 Snow представила микстейп «The Rest Comes Later».
17 февраля 2016 она выпустила ремикс на сингл Joel Ortiz «Kill At Will». 17 июня был представлен EP «Half Way There…Pt.1». В ноябре 2016 года, Snow поучаствовала в записи трека «Immigrants (We Get The Job Done)», присоединившись к таким исполнителям, как K’naan, Riz MC и Residente. Клип на данный трек был выпущен 28 июня 2017 года. В октябре 2017 был представлен сингл «Nuestra Cancion Pt. 2» совместно с исполнителем Archangel.
Самыми нашумевшими композициями 2017 года стали «Waste Of Time» и «I Don't Wanna Leave Remix», видеоклипы которых на данный момент имеют более 20 млн. просмотров.
Ближе к концу 2015 года голос Клаудии сильно поменялся, что дало резкое обновление в ее музыкальном звучании.

### Объединение «VIBEHIGHER»
В 2017 году Клаудия создала музыкальное объединение «VIBEHIGHER», в которое привела таких артистов как Castro Escobar и Lex The Great. Чуть позже к ним присоединились AJ Hernz и Jandro. За несколько лет существования объединения, они выпустили несколько коллабораций и 7 сайферов на YouTube-канале «Woke TV».
21 декабря 2018 состоялся официальный выход компиляции «VIBEHIGHER». Проект включил в себя 17 композиций, среди которых новыми оказались три: «Lie To Me», «Better Me» и «Rah Rah». Остальные 14 композиций уже были в сети до официального выхода микстейпа. С 2017 по 2018 годы она выступала с концертами в одноимённом туре.
В марте 2020 года Castro Escobar принял решение покинуть объединение, полностью уйдя в сольное творчество. В результате этого, Snow Tha Product удалила все сайферы и их совместные видеоклипы.

### 2018 — 2020: Карьера после освобождения от Atlantic Records
В сентябре 2018 года Snow Tha Product заявила о своем освобождении от лейбла Atlantic Records. По ее словам, такое решение она приняла еще в 2014 году из-за того, что лейбл недостаточно с ней работал. В интервью для Genius она рассказала: «Я решилась на это еще задолго до того, как я на самом деле его покинула. Несколько лет назад. Я как всегда, по традиции, давала людям слишком много шансов. Я настоящий Рак, я боюсь перемен. Я боюсь бросать людей, и все такое, это стремно для меня. Я предпочитаю просто дать еще один шанс, потом еще один шанс и утешить себя тем, что они когда-нибудь скажут: „Самое время для работы“. И я просто осталась, я просто застряла: меняла управление, делала много различных вещей, чтобы попытаться заставить лейбл работать. И потом в конце концов я сказала: „Мне надо было уйти еще 4 года назад, когда я этого захотела“. Или 2 года назад, когда у меня появился новый менеджер, которому я сказала, что первое, что я хочу сделать – это покинуть Atlantic, а они сказали мне: „Не уходи. Давай попробуем поработать“. Я подумала, что самая толковая вещь, которой я там научилась – это то, что нужно больше доверять самому себе. И я, наконец,  просто доверилась сама себе.» За 3 года до освобождения, Snow очень редко выпускала музыку. После выхода последнего сингла 2016 года «7 Days» в октябре, следующий сингл «I Don't Wanna Leave Remix» она выпустила только в марте 2017, после чего решила самостоятельно выпустить композицию «Waste Of Time». Лейбл посчитал, что у этой работы нет никакого потенциала, но сейчас видеоклип на эту песню является самым просматриваемым в её карьере.
С начала 2018 года до дня освобождения она выпустила две песни: «Help A Bitch Out» при участии O.T. Genasis и «Myself» при участии Shelley FKA DRAM
Став независимой, через 3 дня Клаудия выпустила первый независимый сингл «Today I Decided» и придумала правило по релизу своей музыки: чтобы разблокировать новую композицию, необходимо набрать 1.000.000 просмотров на видеоклипе крайней композиции. Она придерживается этого правила и по сей день, таким образом, к концу 2018 года она выпустила еще 2 сингла, также отсняв видеоклипы на каждый из них: «Goin Off» и «Dale Gas» при участии Alemán. 21 декабря Snow предоставила официальный релиз микстейпа-компиляции «VIBEHIGHER»
За весь 2019 год она выпустила 8 песен, и видеоклипы на 7 из них, придерживаясь того же правила миллиона просмотров: «Gaslight», «Bilingue», «Say Bitch», «Funny», «Butter», «Petty», сингл «Over Now» от James Elizabeth, в котором Snow появилась в качестве гостя. Завершающей песней в 2019 году стала «On My Way» — совместная композиция Snow и ее возлюбленной — Джулисы, которая установила себе псевдоним Daddie Juju. Сингл «Funny» Snow Tha Product решила не экранизировать.
После интервью у «Breakfast Club», Snow вдохновилась на название своего грядущего мини-альбома «Balloons Don't Fly In The Rain» и собиралась его выпустить 22 марта 2019 года, но по какой-то причине полностью отменила его выход. В этом же году она отправилась в тур «Goin Off Tour», разделив его на две части. За весь год Snow отыграла более 50-ти концертов в Соединённых Штатах и выступила на нескольких фестивалях.
В январе 2020 года в сеть была слита композиция «I Scream», записанная в 2016 году совместно с Melanie Martinez. Snow Tha Product взяла на себя 3 куплета песни, а исполнение припева осталось за Melanie. Композиция не была выпущена официально по решению лейбла Atlantic Records. Причиной послужило то, что Snow не имела достаточной популярности.
Позже Snow Tha Product анонсировала свой второй студийный альбом «VALEMADRE: Collection By Claudia». Она не назвала дату выхода, но уточнила, что проект будет включать в себя более 20-и композиций.

## Другая карьера

### Актриса
Клаудия играла роль Lil' Traviesa во втором и третьем сезонах сериала Королева Юга.

### Видеоблогер
В 2008 году Snow завела свой блог в социальной сети MySpace, в котором проводила прямые эфиры, приглашая на них всех случайно попавшихся людей из этой соцсети. Позже она начала загружать свои видеоролики в YouTube, выпуская серии влогов «Woke Wednesdays». После этого, переименовала канал на «Woke TV» и продолжила загружать туда влоги и видеоклипы от себя и членов объединения «VIBEHIGHER». В 2018 году Snow начала развивать канал «everydaydays», показывая свою ежедневную жизнь, снимая влоги, разговорные видео, бэкстейджи видеоклипов и многое другое. В 2020 году стартовала рубрика подкастов «EveryNightNights» в прямом эфире каждые вторник и четверг в 19:00 по тихоокеанскому времени. На данный момент записано более 50-и выпусков. В этом же году Snow запустила платные подписки для канала «everydaydays», в котором она публикует эксклюзивный контент.

### Семейный бизнес
В 2012 году Клаудия зарегистрировала свою собственную торговую марку «Woke», и продолжает продавать мерч с этой маркировкой по сей день. Каждый член ее семьи имеет свои должности по развитию карьеры. По ее словам, основная тройка — это: сама Клаудия, её родной брат Ito и её кузен Yeyo. Клаудия занимается музыкой, влогами, упаковкой и подписанием мерча. Ito занимается организацией концертов, съемкой и монтажом влогов и видеоклипов, а также настройкой различного оборудования. Yeyo занимается заказами одежды, накладывания на неё принтов и продажей готового мерча. Остальные члены семьи выполняют различную работу по необходимости.

## Личная жизнь
В интервью в июне 2018 года Snow рассказала, что она была замужем в течение десяти лет и имеет ребёнка по имени Дрю Фелисиано от своего бывшего мужа. С 2017 года она встречается с Джулисой, также известной как JuJu. 10 июля 2019 года Джулиса и Snow объявили о своей помолвке. Вместе они имеют канал на YouTube под названием «everydaydays». Канал был создан 23 января 2017 года, но официально не использовался до 28 ноября 2018 года до момента публикации первого видео после драки, которая произошла между подругой Snow и Таной Монжо на 35-летии интервьюера Адама Грандмезон, также известного как Adam22 с YouTube-канала «No Jumper».
В 2020 году Клаудия приобрела свой собственный участок земли в Лос-Анджелесе, площадью 4 акра и стоимостью $3.000.000. Она полностью переехала и живет там вместе со своей семьей.

## Дискография

### Студийные альбомы
- Unorthodox (2011)
- VALEMADRE: Collection By Claudia (2020)

### Мини-альбомы
- Half Way There...Pt. 1 (2016)

### Микстейпы (сольные)
- Raising Tha Bar (2008)
- Run Up or Shut Up (2010)
- Unorthodox 0.5 (2011)
- Good Nights & Bad Mornings (2012)
- Good Nights & Bad Mornings 2: The Hangover (2013)
- The Rest Comes Later (2015)

### Микстейпы (компиляции)
- Verbal Assault Vol. 1 (2007) от Product Ent.
- Future of Tha Westcoast Vol. 1 (2008) от Product Ent.
- Future of Tha Westcoast Vol. 2 (2009) от Product Ent.
- Verbal Assault Vol. 2 (2009) от Product Ent.
- Wake Ya Game Up, Vol. 1 (2010) от Product Ent.
- VIBEHIGHER (2018) от VIBEHIGHER

## Музыкальный стиль и влияние
Snow Tha Product известна своим быстрым и огненным стилем.
Она заявила, что восхищается и поддерживает исполнителей которые имеют свой оригинальный стиль.
На неё повлияли такие исполнители как: Мисси Эллиотт, Da Brat, 
Big Pun, Лорин Хилл, Aaliyah, Эми Уайнхаус, André 3000, Ludacris, Джонни Кэш, Эминем, Баста Раймс, Тупак Шакур, Tech N9ne и Brotha Lynch Hung, а так же Мексиканская актриса María Félix и певицы Selena Quintanilla, Gloria Trevi и Lupita D'Alessio.
Snow владеет двумя языками. Свободно говорит по-английски и по-испански, а также записывает треки на обоих языках. В текстах своих песен Snow затрагивает темы несправедливости, предательства со стороны близких людей, репрезентует мексиканскую культуру и призывает людей усердно работать.